# Lanceonotus luteinervis
Lanceonotus luteinervis är en insektsart som beskrevs av William D. Funkhouser 1936. Lanceonotus luteinervis ingår i släktet Lanceonotus och familjen hornstritar. Inga underarter finns listade i Catalogue of Life.